# Olívio Dutra
Olívio Dutra  (pronunciació en : /[oˈlivju ˈdutɾɐ]/) (Bossoroca, 10 de juny de 1941) és un polític brasiler, membre fundador del Partido dos Trabalhadores.

## Biografia
Va ser empleat de banca i, com a membre d'un sindicat va ser líder d'una important vaga l'any 1979. Va guanyar un escó de diputat federal en les eleccions a l'assemblea constituent de 1986. Va abandonar el càrrec quan va guanyar les eleccions a l'alcaldia de Porto Alegre per a la legislatura de 1989 a 1992.
El 1999 accediria al lloc de governador de Rio Grande do Sul. No va optar a la reelecció, doncs el seu partit va apostar per un altre candidat, Tarso Genro. El 2006 sí que va poder-s'hi presentar: va aconseguir el segon lloc en la primera ronda amb el 27,39% dels vots (superant per la mínima a Germano Rigotto, governador sortint), però va caure davant Yeda Crusius en la segona volta, en obtenir poc més del 45% dels vots vàlids.
Entre 2003 i 2005 va ser nomenat Ministre de Ciutats, una nova cartera creada durant el primer mandat de Lula da Silva. Dutra va concórrer a les eleccions al Senat del Brasil de 2014 i 2022, però no va aconseguir l'escó en cap dels dos comicis.